# Dichapetalum inopinatum
Dichapetalum inopinatum är en tvåhjärtbladig växtart som beskrevs av Al.Rodr. och Kriebel. Dichapetalum inopinatum ingår i släktet Dichapetalum och familjen Dichapetalaceae. Inga underarter finns listade i Catalogue of Life.